# El Destino (Buenos Aires)
El Destino es una localidad del partido de Lezama, en el este de la provincia de Buenos Aires, Argentina.

## Ubicación
El Destino se encuentra 15 km al sudoeste de Lezama y a pocos metros del río Salado.
La única forma de acceder a esta localidad es mediante la Ruta Provincial 57 que la conecta con las ciudades de Lezama y Pila.

## Población
Durante los censos nacionales del INDEC de 2001 y 2010 fue considerada como población rural dispersa. 